# Одустаница
Одустаница представља средство обезбеђења испуњења уговорне обавезе. Под одустаницом се подразумева одређена сума новца или нека друга ствар ствар коју једна уговорна страна обећава да ће дати другој уколико се одлучи да одустане од уговора, али то право могу за себе да уговоре и оба уговорника. С друге стране, одустаница се може дати и унапред, тј. пре доношења одлуке о одустајању. У том случају, ради се у ствари о капари која има и улогу одустанице.
Страна у чију корист је уговорена одустаница има право да бира између две могућности: да остане при уговору и да своју обавезу испуни, или да одустане од уговора плаћајући одустаницу. Страна која то изабере дужна је да одмах другој страни то и саопшти и да исплати одустаницу, а избор се сматра дефинитивним.
Право одустанка од уговора уз плаћање одустанице ограничено је на рок који уговорници одреде, а уколико они то нису учинили овлашћена страна може одустати од уговора све док не протекне рок одређен за испуњење обавезе. Али право одустанка од уговора престаје и када страна у чију је корист оно уговорено почне испуњавати своје обавезе или примати испуњење од друге стране.
Међутим, уколико обавеза из уговора није испуњена зато што је постала немогућа услед околности за које дужник не одговара, одустаница се не мора платити, а исти је случај и када овлашћена страна одустане од уговора због доцње друге стране. Ако је право одустанка уговорено уз капару, сматра се да оно припада свакој страни уговорници. Ако одустане страна која је дала капару, она је губи, а ако одустане страна која је капару примила, она је мора вратити у двоструком износу.